# Orfelia aczeli
Orfelia aczeli är en tvåvingeart som beskrevs av Lane 1958. Orfelia aczeli ingår i släktet Orfelia och familjen platthornsmyggor. Inga underarter finns listade i Catalogue of Life.